# Nuno Reis
Nuno Miguel Pereira Reis, noto semplicemente come Nuno Reis (Morat, 31 gennaio 1991), è un calciatore portoghese, difensore del Mohun Bagan SG.